# Cimo Röcker
Pour les articles homonymes, voir Rocker.
Cimo Röcker est un footballeur allemand né le 21 janvier 1994 à Schneverdingen. Il évolue au poste de défenseur au Werder Brême.

## Palmarès

### En équipe nationale
- Allemagne -17 ans
  - Troisième de la Coupe du monde des moins de 17 ans en 2011
    - Finaliste du championnat d'Europe des moins de 17 ans en 2011